# De Cock en de moord in extase
De Cock en de moord in extase is het achttiende deel van de detectivereeks De Cock van de Nederlandse auteur Appie Baantjer waarin rechercheurs Jurriaan 'Jurre' de Cock en Dick Vledder de moord oplossen op de chauffeur van een geldtransport die tijdens een overval op de transportauto op brute wijze wordt vermoord. Het onderzoek concentreert zich eerst op de georganiseerde misdaad in Amsterdam en het bedrijf dat de transporten uitvoert maar uiteindelijk blijkt het een georganiseerd geplande driedubbele moordaanslag uit geldgewin in relationele sfeer. Dit boek werd later verfilmd onder de titel Moord in extase.

## Verhaal
Op de Geldersekade in Amsterdam wordt een geldauto klemgereden. Twee daders roven 3 miljoen gulden in kleine coupures en een van hen schiet de chauffeur van het geldtransport, Martin van der Meulen, ogenschijnlijk zonder enige aanleiding, dood. De zaak komt meteen in behandeling bij de rechercheurs De Cock en Vledder van het bureau Warmoesstraat. Al heel snel worden in de overvalauto de vingerafdrukken gevonden van Richard van Slooten, een bekende van de politie. Zijn specialiteit is het stelen van dure auto’s. De overvallers stapten brutaal over van de overvalauto in een vluchtauto, een Jaguar, bijna onder het oog van de surveillerende politiemacht en ze waren daarna weer onvindbaar. De Cock besluit eerst eens met de moeder van Richard aan de Palmgracht 97 te gaan praten. Mevrouw van Slooten lijkt wel van het een en ander op de hoogte maar wil de handlanger van haar zoon niet noemen. Naast een foto van Richard ontdekt De Cock een prachtige pop in uitheemse klederdracht.
Terug op het bureau worden de twee rechercheurs opgewacht door de betoverend mooie Monique van het Veer, de verloofde van Richard. Ze beschuldigt de medeplichtige van Richard, ene Peter Shot van de moord op Martin. Peter is een Nederlandse jongen, die in Houston wordt gezocht voor de moord op een politieman. De drie kennen elkaar vanwege de voorbereidingen van de overval. Vlak na het bezoek van Monique komt het bericht dat Richard dood is gevonden in de omgeving van Doldersum. Net als Martin had hij twee schoten in zijn nek.
De Cock vindt het tijd voor cognac en gaat met Dick Vledder naar Smalle Lowietje. Die meldt dat de Amsterdamse penoze buiten deze geldroof staat. Peter Shot noemt hij een rat, uitschot, Amerikaanse import. Hij zat snoevend aan de bar met een ‘blaffer’ te zwaaien en vertelde al eens een Amerikaanse politieman te hebben omgelegd. Hierop zette de horecaman hem zijn zaak uit. Vervolgens brengt De Cock een bezoekje aan een oude kennis, Carmen Manouskischeck. Ze handelt een beetje in heroïne maar spuit zelf ook heftig. Ze meldt dat Peter Shot klant bij haar was maar nu al enige tijd van de aardbodem lijkt verdwenen. Op de begrafenis van Martin duikt Peter van der Duin op, een collega. Hij reed met Martin samen op Tsjecho-Slowakije. Maar een paar maanden geleden had Martin overplaatsing aangevraagd. Zijn vrouw had dat geregeld bij de directeur Van Woudrichem. Hij beschuldigt zijn collega op de fatale dag met zijn geldwagen van de route te zijn afgeweken.
Peter van Woudrichem en zijn compagnon Van Beusekom, de directie van het geldtransportbedrijf komen in de recherchekamer de Cock onder druk zetten. De Cock insinueert op zijn beurt een verhouding tussen de vrouw van de dode chauffeur en directeur Peter. Laatstgenoemde doet nu zijn beklag bij de officier van justitie, waarna De Cock op het matje wordt geroepen bij zijn chef, Buitendam. De Cock krijgt het verbod om directieleden te verhoren. Direct daarna komt Lowietje een tweede tip over Peter Shot brengen. Rechercheur Marijn Stoops meldt telefonisch dat mevrouw Van Slooten niet op de begrafenis van haar zoon is verschenen. In haar woning aan de Driehoekstraat vinden de twee rechercheurs haar vermoord met twee schoten in haar nek. Al het geld en kostbaarheden zijn er nog, maar de pop is weg. De Cock besluit door te rijden naar Duivendrecht. Want in flatgebouw De Hazelaar woont Monique van het Veer. Ze geeft toe dat ze gesignaleerd kan zijn met Richard en Peter Shot. Ze planden immers een overval.
De Cock heeft moeie voeten en besluit deze keer naar zijn vriend de kunstschilder Peter Karstens aan de Noordermarkt te gaan. Hij bestelt een schilderij dat hij niet kan betalen. Het gaat om een pop in bepaalde uitheemse klederdracht, waar Peter het hoofd van zijn mooie vriendin Maria maar op moet schilderen. Onder een goed glas wijn vertelt Peter dat hij zelf bijna de 3 miljoen had gepakt. Hij had een plan met een tweede geldauto, maar dat bleek in de praktijk te kostbaar om vooraf te financieren. Zijn Maria had als uitzendkracht een tijdje bij de betreffende geldtransportfirma gewerkt en daar lag een dergelijk plan wat achteloos in een bureaula. Terug op het bureau haalt Vledder echter boven tafel dat Maria Kappelman nooit bij de firma heeft gewerkt. De twee rechercheurs besluiten dat het nu tijd is om de weduwe Rita van der Meulen in De Bestevaerstraat te gaan verhoren. Ze krijgen heel wat vermoedens bevestigd, maar het afwijken van de route wordt door haar hysterisch ontkend.
De Cock besluit nader onderzoek in te stellen bij de geldtransportfirma. Daartoe verschaft hij zich midden in de nacht toegang met Vledder aan zijn zijde. Ze treffen een inbreker aan, Peter van der Duin. Laatstgenoemde heeft inmiddels ontslag genomen bij de firma en zoekt het geld. En passant beschuldigt hij nogmaals directeur Peter van Woudrichem ervan achter de weduwe aan te zitten. De Cock laat Peter vertrekken en de twee rechercheurs verlaten zelf ook razendsnel het pand. Enkele minuten later rijdt een grote politiemacht het bedrijfsterrein op, overduidelijk gealarmeerd door Peter van der Duin. Terug op het politiebureau meldt wachtcommandant Meindert Post dat Peter Shot dood is gevonden in een kraakpand aan de Singel. De Cock komt erachter dat het lijk er al een paar dagen ligt en dat de tip dat het Peter Shot betreft via Carmen is gekomen. Lijkschouwer Dr. Den Koninghe suggereert nadrukkelijk bij de sectie ook naar vergiftigde heroïne te kijken. Dactyloscoop Ben Kreuger merkt verbijsterd op dat de spuit schoon is. Bovendien wordt op het linkerbeen van de dode ook het moordwapen van de drie voorafgaande moorden gevonden.
Commissaris Buitendam wil met de eer gaan strijken. De moordverdachte van drie moorden is dood aangetroffen en de firma had er dus niets mee te maken. De Cock gaat voorlopig rustig door met het zoeken naar de moordenaar van Peter Shot en drie miljoen gulden in kleine coupures. Vledder steunt de commissaris, maar Smalle Lowietje vindt op een andere manier dat De Cock ernaast zit. Peter Shot en mooie Richard hebben samen de overval niet gepleegd. Ze kenden elkaar niet eens. Carmen identificeert op haar beurt van de foto’s de dode Peter Shot, die niet alleen heroïne spoot. Dat is belangrijk omdat Amsterdam wordt overspoeld met giftige heroïne, die vooral schadelijk is bij het roken en het warm maken van de heroïne.
De Nederlandse naam van Peter Shot blijkt Peter Vandenberg. Via Hamilton in Ontario en Chicago ging hij naar Houston. De politie aldaar heeft de vingerafdrukken van de dode Peter geïdentificeerd. Bij sectie bleken zijn kleine hersenen verweekt. De toegediende overdosis heroïne had zijn dood slechts versneld. De twee rechercheurs weten nu dat Peter Vandenberg niets met de drie moorden te maken had. Alleen heeft zijn moordenaar het drievoudige moordwapen aan zijn linkerbeen gebonden. De Cock heeft nu sterke verdenkingen tegen zijn eerste tipgever inzake Peter Shot. Wie noemde hem een verknipte junk? Dat was Monique van het Veer.
De Cock en Vledder gaan het schilderij ophalen bij de kunstschilder. Daar vertelt Maria Kappelman dat ze ene Monique kende via het uitzendbureau. Monique had bij de geldtransportfirma gewerkt en praatte enthousiast over een overvalplan van een eigen geldauto. Terug op het bureau meldt zich rechercheur Marijn Stoops. Hij is door Vledder naar Monique gestuurd met de foto’s van Peter Shot. Ze herkende hem koeltjes en zei dat ze blij was dat hij zich had dood gespoten. Hoewel ze dat niet kon weten. De Cock en Peter Karstens gaan nu direct naar Monique in Duivendrecht. Peter Karstens overhandigt haar het schilderij van de pop in klederdracht op het uitdrukkelijk verzoek van rechercheur De Cock. Vrijwel onmiddellijk daarna loopt Monique met het schilderij naar haar wagen en scheurt weg richting het noorden. Ze wordt achtervolgd door De Cock, die onderweg Peter Karstens heeft afgezet, een Volvo met de rechercheurs Marijn Stoops en Hans Rijpkema, Vledder in een Renault 18 en Fred Prins in een Ford Taunus. Bij een boerderij in Middelie rijdt ze een erf op. De Cock beveelt per megafoon de bewoners naar buiten te komen. Een hemelsblauwe Jaguar met Peter van der Duin aan het stuur rijdt zich te pletter op een dwars geparkeerde politie-Volvo. Bij zijn poging de drie miljoen gulden uit de auto te redden raakt hij levensgevaarlijk verbrand door de in brand geraakte Jaguar.
Op de afsluitende borrel bij De Cock thuis ontbreekt alleen Fred Prins, wegens drukke werkzaamheden. Het schilderij is onbeschadigd terug bezorgd bij Peter Karstens. De Cock had er een briefje voor Monique opgedaan met de tekst: "Groeten uit Tsjecho-Slowakije van Martin van der Meulen". Voor hem is deze zin de complete oplossing van de viervoudige moord. Monique van het Veer was het brein achter de overval. Haar verloofde Richard miste het killersinstinct maar Peter van der Duin was stapelverliefd op Monique en als was in haar handen. Ze kochten samen een boerderij in Middelie en besloten Peter Vandenberg voor de drie geplande moorden te laten opdraaien. Richard was goed genoeg om snelle auto’s te leveren. Nadat ze het lijk van Peter van Middelie naar een kraakpand hadden gebracht, dachten commissaris Buitendam en rechercheur Vledder dat de zaak was gesloten. Het geld bleef zoek, maar dat was ook de opzet van Monique, die in Middelie een rustig leven wilde gaan leiden met Peter van der Duin. Laatstgenoemde ligt nu in het brandwondencentrum te Beverwijk op sterven en heeft alles bekend. Hij was stapelverliefd op de wonderschone Monique. Mevrouw De Cock noemt het: ‘Moord in extase’. Haar echtgenoot beaamt dat, hoewel Peter bij de moord op Richard zijn moeder een slecht gevoel kreeg. Hij nam de pop die een verband kon leggen met een chauffeur die op Tsjecho-Slowakije reed, mee. En hiermee schreef hij zijn eigen spoor. De arrestatie van Monique van het Veer heeft geen haast. Ze heeft een verbrijzelde heup en kan niet ver komen. Ze zal de rest van haar leven een rolstoel nodig hebben.